# Nécropole royale de Byblos

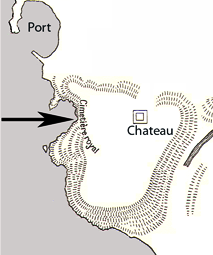
Plan

La nécropole royale de Byblos est un groupe de tombes situé à l'ouest du site archéologique, face à une falaise qui borde le site au sud du port et à l'ouest du château.
Le 13 février 1922, la falaise bordant à l'ouest le site des fouilles de Jebail (Byblos), s'effondre dans la mer. Cet éboulement découvre la paroi du fond d'une chambre funéraire taillée dans le rocher à douze mètres au-dessous du sol.

## Groupe de tombeaux nord-ouest
Ainsi est découvert le tombeau I. Et comme un tombeau n'est presque jamais seul, on rechercha ensuite le reste de la nécropole. Cette recherche permit de découvrir huit autres tombeaux, tous contemporains de la XIIe dynastie égyptienne, soit de la fin du Moyen Empire.
Ces tombeaux furent numérotés par Pierre Montet, qui les a découverts, de I à IX dans l'ordre de leurs découvertes.
| tombe | chambre funéraire | rois de Byblos                               | datation(avant notre ère) | mobilier                  | état           |
| ----- | ----------------- | -------------------------------------------- | ------------------------- | ------------------------- | -------------- |
| I     | sarcophage        | Abichemou                                    | Amenemhat III             | ossements vase obsidienne | semble inviolé |
| II    | cercueil bois     | Ipchemouabi                                  | Amenemhat IV              | coffret obsidienne        | semble inviolé |
| III   |                   |                                              | -XVIIIe siècle            | aucun objet égyptien      | violé          |
| IV    | sarcophage        | Medjed-tebit-iotef, égyptien ou nom égyptien | -XVIIIe siècle            |                           | violé          |

## TombeauV
Le puits traverse un banc de rocher de part en part. Près du fond, contre l’entrée de la chambre funéraire orientée à l'Est, on trouva des fragments de vases d’albâtre. Un de ces fragments porte les noms et prénoms de Ramsès II. Dans la chambre il y avait trois sarcophages. Deux d'entre eux n'étaient pas décorés mais contenaient des ossements. Le troisième, celui d’Ahiram, était vide, mais il était décoré dans des styles égyptien et asiatique, tandis que les motifs et la technique de taille étaient typiques du pays.
« Les fragments d’objets recueillis dans l’étage supérieur du puits, au fond du puits et dans la chambre funéraire forment donc une série bien homogène, dont toutes les pièces, syriennes ou égyptiennes, peuvent être datées du Nouvel Empire et que les deux vases d’albâtre permettent d’attribuer au règne de Ramsès II. Aucune pièce n’est d’une date plus basse. »
— Pierre Montet, Byblos et l'Égypte, p. 227, 228.
Une double inscription gravée sur le couvercle et sur la cuve du sarcophage représente aujourd'hui la plus ancienne inscription phénicienne connue. Une étude paléographique et philologique du texte par Reinhard G. Lehmann en 2005 a montré que l'inscription ne datait pas d'avant le Xe siècle av. notre ère, mais qu'il était possible que le sarcophage lui soit nettement antérieur et qu'il ait été réutilisé.
| tombe | chambre funéraire                                 | rois de Byblos | datation(avant notre ère) | mobilier | état |
| ----- | ------------------------------------------------- | -------------- | ------------------------- | -------- | ---- |
| V     | un sarcophage décoré deux sarcophages non décorés | Ahiram         | XIIIe siècle              |          |      |

## Groupe de tombeaux sud-est
Ce groupe de quatre tombeaux se situe à une trentaine de mètres au sud du puits IV et à une cinquantaine de mètres du bord de la mer. Les tombeaux VI à IX présentent des analogies avec les tombeaux I à IV, qui sont du XVIIIe siècle, et avec le tombeau V, celui d'Ahiram, qui est du XIIIe siècle. Ils doivent se placer entre ces deux dates. Il convient de les placer plus près du XVIIIe siècle que du XIIIe siècle, car ils sont peu soignés et ne contiennent pas d'objets provenant directement d'Égypte. Vers -1590, l'Égypte, envahie par des étrangers, n'a pas pu maintenir ses relations avec Byblos.
| tombe | chambre funéraire | rois de Byblos      | datation(avant notre ère)          | mobilier                       | état  |
| ----- | ----------------- | ------------------- | ---------------------------------- | ------------------------------ | ----- |
| VI    |                   |                     | entre XVIIIe siècle & XIIIe siècle | aucun objet provenant d'Égypte | violé |
| VII   | sarcophage        |                     | entre XVIIIe siècle & XIIIe siècle | aucun objet provenant d'Égypte | violé |
| VIII  | sarcophage        |                     | entre XVIIIe siècle & XIIIe siècle | aucun objet provenant d'Égypte | violé |
| IX    |                   | Abi et/ou Abichemou | entre XVIIIe siècle & XIIIe siècle | aucun objet provenant d'Égypte | violé |